# Casa de Cultura Popular Joaquim Correia

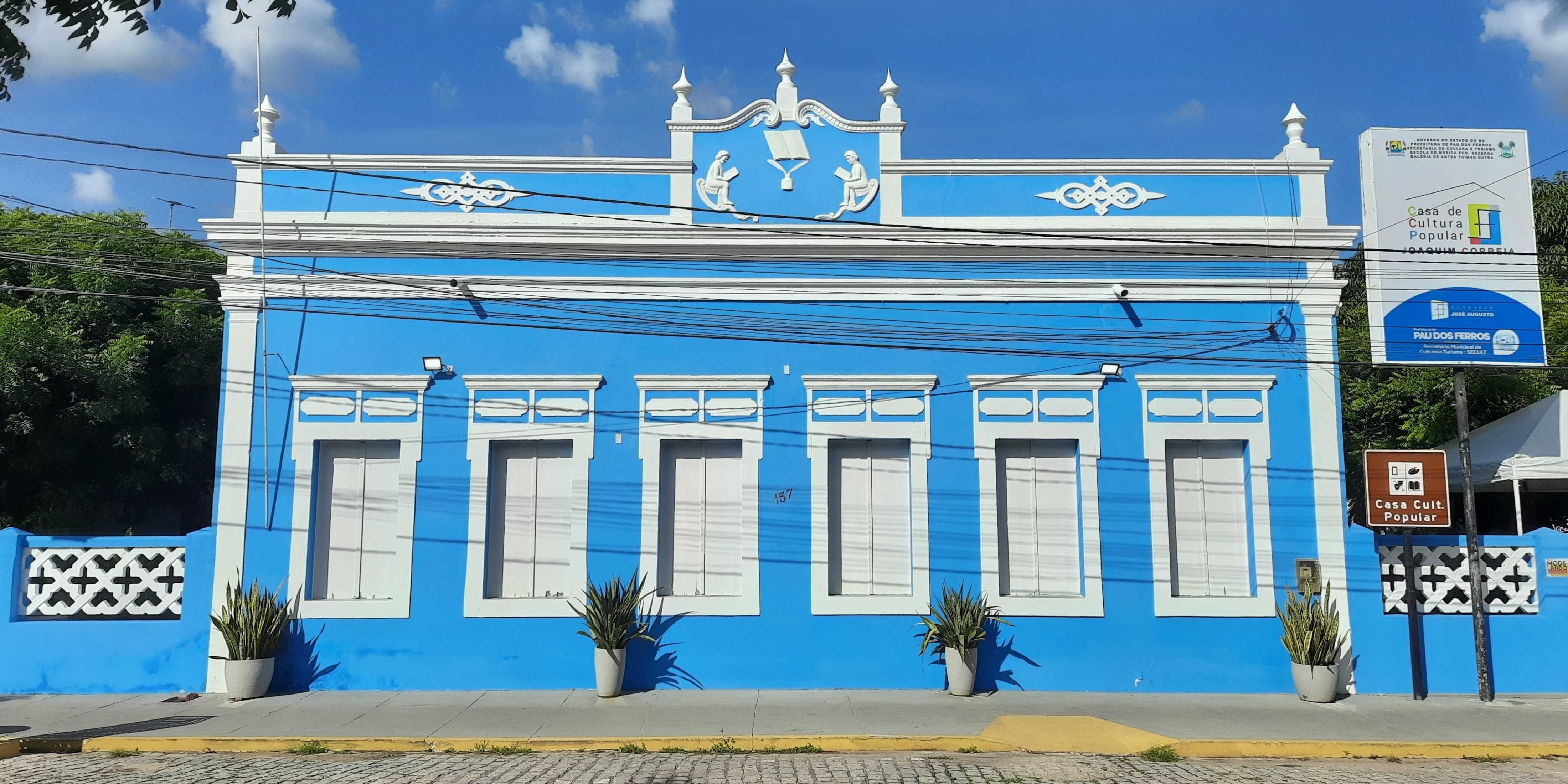
Casa de Cultura Popular Joaquim Correia

A Casa de Cultura Popular Joaquim Correia é um prédio histórico e importante atrativo turístico de Pau dos Ferros, município no interior do estado do Rio Grande do Norte, Brasil.
Localizado em frente à Praça Monsenhor Caminha (Praça da Matriz), no centro da cidade, foi criada como "Grupo Escolar Joaquim Correia", por meio do decreto estadual 234 de 10 de novembro de 1910. Sua construção foi iniciada em 1908 e concluída em 1911, sendo inaugurada em 25 de novembro daquele ano, tornando-se a primeira escola pública do município. Seu primeiro diretor Orlando Correia e as senhoras Idalina Gurjão e Maria Luíza as primeiras professoras. O nome é uma homenagem ao martinense Joaquim José Correia, idealizador do Açude 25 de Março e fundador do grupo escolar.
Na década de 1980, abrigou o câmpus avançado da Universidade do Estado do Rio Grande do Norte (UERN) no município e foi posteriormente transformado em centro cultural. Em 6 de setembro de 2006, o prédio foi tombado pela Fundação José Augusto (FJA), ligada ao governo do Rio Grande do Norte. Após passar por uma reforma a partir de 2014, o prédio foi reinaugurado em 12 de junho de 2015, com a nova e atual denominação "Casa de Cultura Popular Joaquim Correia". Desde então, abriga a sede da Secretaria Municipal de Cultura e Turismo (SECULT).